# Infrarotfilm
Als Infrarotfilm bezeichnet man einen fotografischen Film, der für den nahen infraroten Bereich des elektromagnetischen Spektrums sensibilisiert ist, also den Bereich zwischen 700 und 900 nm. Infrarotfilme werden in der Infrarotfotografie eingesetzt. Infrarot-Farbfilm, der das für den Menschen unsichtbare Infrarotspektrum in einer oder mehreren bestimmten Farben darstellt – und damit diese Farben, wenn sie vom Objekt kommen, nicht farbnatürlich wiedergibt – wird auch als Falschfarbenfilm bezeichnet.

## Aufnahmematerialien

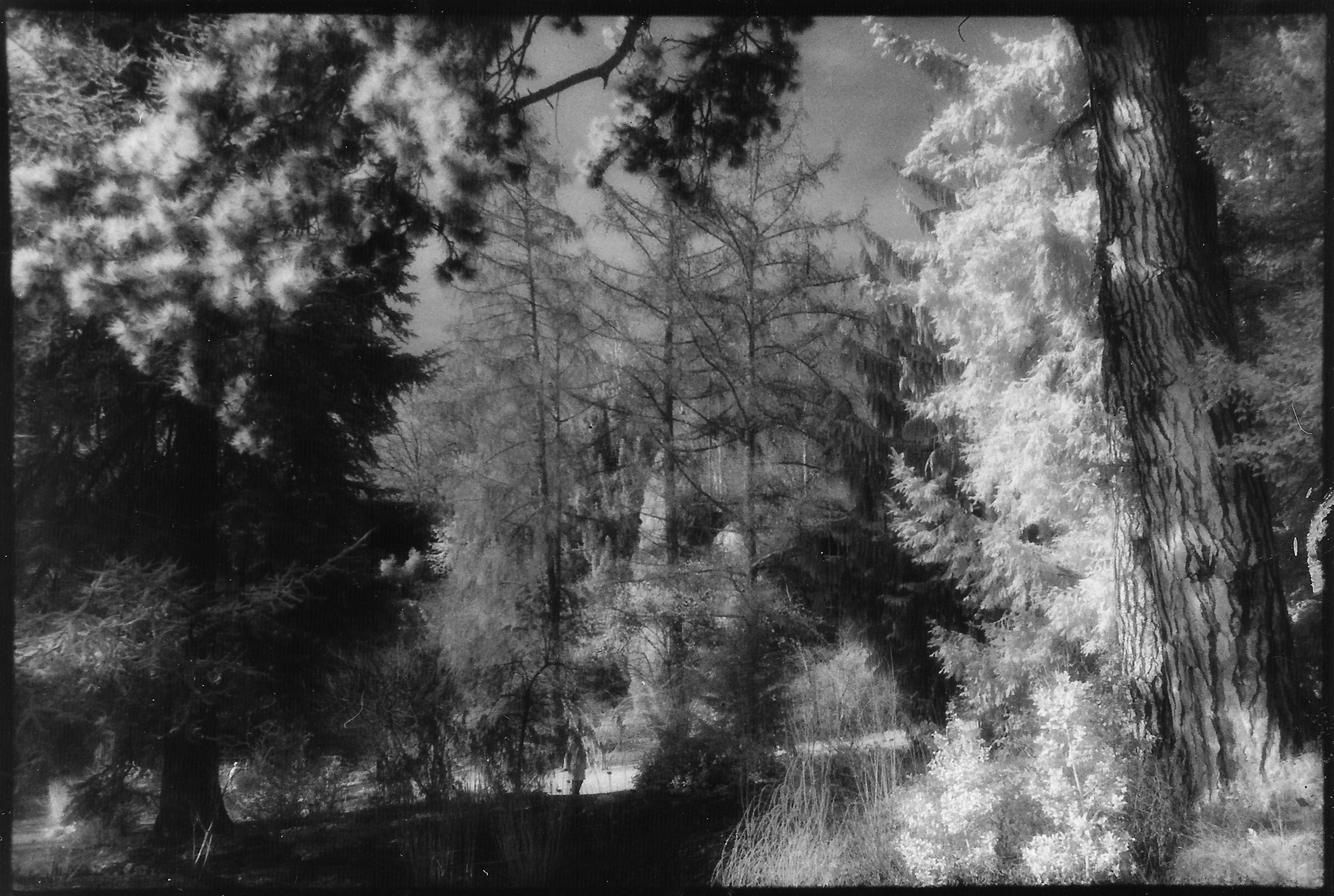
Infrarotbild auf Kodak HIE-Film (Botanischer Garten, Bern)

Grundsätzlich gilt, dass die auf den Filmpackungen aufgedruckte Filmempfindlichkeit irreführend ist. Durch die Verwendung von Infrarotfiltern (auch IR-Sperrfilter genannt) wird die von den Herstellern angegebene Filmempfindlichkeit in der Praxis nie erreicht. Je höher die Sperrwirkung des Filters in den Infrarotbereich reicht, desto geringer ist die in der Praxis nutzbare Filmempfindlichkeit.
Infrarotfilme werden in zwei Arten unterteilt:
- Echte Infrarotfilme mit einer spektralen Empfindlichkeit bis über 800 nm. Der Infraroteffekt ist mit echten Infrarotfilmen stark ausgeprägt und wird mit Filtern ab 665 nm erreicht. Der nicht mehr erhältliche Kodak HIE war der bekannteste Film dieser Art. Die typische Weißfärbung der Blätter (Wood-Effekt) wurde bei diesem Film durch Überstrahlungen verstärkt, weil der Film keine Lichthofschutzschicht besaß.
- Filme mit „erweiterter Rotempfindlichkeit“, die teilweise und mit geringer Empfindlichkeit in den Infrarotbereich übergeht. Dabei handelt es sich meist um Material, das für die Verkehrsüberwachung oder die Luftbildfotografie entwickelt wurde. Das Spektrum der spektralen Empfindlichkeit reicht dabei in der Regel nur bis knapp über 700 nm und fällt dann steil ab. Dies führt dazu, dass der typische Infraroteffekt nur mit starken Filtern (ab 715 nm) und dementsprechend längeren Belichtungszeiten erreicht wird. Dieser Nachteil wird in der Praxis teilweise dadurch ausgeglichen, dass diese Filme oft eine höhere Grundempfindlichkeit haben als echte Infrarotfilme.

Infrarotfilme werden angeboten als:
- Schwarzweißfilme, die im infraroten Bereich mehr oder weniger empfindlich sind. Das sichtbare Licht wird durch Kamerafilter gänzlich (Infrarot durchlassende Filter) oder zum Großteil (Gelb-, Orange- und Rot-Filter) ausgeschaltet. Typisches Ergebnis ist ein extrem dunkel abgebildeter Himmel und eine Weißfärbung der Blätter (Wood-Effekt).
- Farbfilme, deren Farbwiedergabe „falsche Farben“ aufweist. Das bedeutet, dass die abgebildeten Farben nicht der Wahrnehmung des menschlichen Auges entsprechen, sondern die infraroten Bereiche in jene des sichtbaren Lichtes „übersetzt“ werden (sog. Falschfarbenfilm). Einsatz finden derartige Materialien bei Luftbildaufnahmen beispielsweise zur Waldschadenskartierung und in der Luftbildarchäologie, seltener auch im künstlerischen Bereich.

### Handhabung

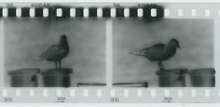
Randschleier durch Infrarotsensor

Prinzipiell können alle Fotoapparate mit Infrarotfilm bestückt werden; eingeschränkt sind lediglich Modelle, die einen Bildzähler auf der Basis von Infrarotlicht einsetzen. Die Belichtung, die durch den Zähler erfolgt, kann sich abhängig von der Kamera bis in den Randbereich der Fotografien erstrecken. Zu diesen Modellen gehört beispielsweise die Minolta Dynax 4 oder verschiedene neuere Kameras anderer Hersteller. Ebenso wird es empfohlen, Festbrennweiten zu verwenden, da Zoom-Objektive zu Fehlbelichtungen führen können, wenn das Licht zwischen den Glaselementen reflektiert wird. Im Einzelfall ist zu prüfen, wie stark die Beeinträchtigungen des Negativs wirklich sind.
Besondere Vorsicht ist beim Einlegen mancher Infrarotfilme in die Kamera geboten, bei denen der Träger keinen Lichthofschutz besitzt (z. B. Efke IR 820 Aura oder Kodak HIE). In diesen Fällen kann Licht durch die Filmzunge auf den unbelichteten Film fallen. Speziell Filme, die als Träger nicht das herkömmliche Acetat, sondern Polyester verwenden, können dabei sehr leicht vorbelichtet werden, denn das glasklare Polyester wirkt als Lichtleiter besonders gut bis hinein in die Patrone. Es ist dringend anzuraten, die Infrarotfilme, die über keinen Lichthofschutz verfügen, nur dort in die Kamera einzulegen, wo eine Vorbelichtung ausgeschlossen werden kann – also in absoluter Dunkelheit.
Die Vermutung hingegen, dass Infrarotfilme grundsätzlich in Dunkelheit in die Kamera einzulegen sind, hält sich zwar teilweise bis zum heutigen Tage, ist aber nicht korrekt. Ausschlaggebend für die Handhabung ist nicht die Tatsache, ob das Material infrarotempfindlich ist, sondern ob es einen Lichthofschutz besitzt.
Die Verarbeitung von Filmmaterial muss bei absoluter Dunkelheit erfolgen.
Bei der Entwicklung unterscheiden sich Schwarzweißinfrarotfilme kaum von herkömmlichen Schwarzweißfilmen. Ggf. ist die Infrarotdurchlässigkeit von Entwicklungsdosen zu beachten. Bei einigen Farbinfrarotfilmen können besondere Entwicklungsprozesse notwendig sein, z. B. Kodak AR-5 oder AN-6, um wissenschaftlich verwertbare Ergebnisse zu erhalten.
Die Farbinfrarotfilme Kodak EIR und Aerochrome 1443 können jedoch ebenfalls in C-41 bzw. E-6 entwickelt werden, wobei jedoch die Filmempfindlichkeit andere Werte aufweist und die Farbwiedergabe nicht für alle wissenschaftlichen Zwecke geeignet ist.

## Fotografische Effekte
In der fotografischen Praxis treten folgende Effekte auf:
- Da Chlorophyll a und b oberhalb 700 nm (Infrarot Bereich) kaum noch absorbieren, d. h. Blätter werden fast durchsichtig für Infrarote Strahlen und weil die unter dem Chlorophyll liegende Zelluloseschicht hoch Infrarot reflektierend ist, erscheinen Blätter und Gräser weiß in Infrarot Schwarz-Weiß Aufnahmen (auch bekannt als Wood-Effekt). Falschfarbenfilme zeigen gesunde und frische Blätter und Gräser in Rot, während Camouflage-Grün sowie krankhafte und trockene, grüne Gewächse in Blau abgebildet werden.
- Oxy-Hämoglobin ist im Bereich von 650 nm bis 750 nm weitgehend transparent und wird hell/durchsichtig dargestellt.
- Dunkler bzw. schwarzer Himmel, da die Rayleigh-Streuung mit der 4. Potenz der Wellenlänge abnimmt.
- Geringere atmosphärische Streuungen, da die Mie-Streuung und die Rayleigh-Streuung mit der Wellenlänge abnimmt. Infrarot-Landschaftsaufnahmen sind deshalb wenig von Dunst behindert.
- Es können Motive der Tierwelt unsichtbar mit IR im Bereich 800 nm bis 820 nm beleuchtet werden, ohne dass diese das Licht besonders bemerkten.

## Anbieter

### Echte Infrarotfilme mit einer spektralen Empfindlichkeit oberhalb 780 nm
- bis 820 nm (ISO 400/27°): Rollei Infrared 400/400S[2], das „S“ der neueren Variante „400S“ steht für die synthetische Filmunterlage[3]
- bis 900 nm Kodak Aerochrome Infrared Film 2443 (Estar Unterlage) Konfektionierungen: 70 mm x 100', 5" Rollfilm und 9.5" Rollfilm[4]

### Filme mit erweiterter Rotempfindlichkeit unterhalb 780 nm
- bis 750 nm (ISO 200/24°): Rollei Superpan 200 (ehemals Agfa Aviphot Pan 200)[5]
- bis 750 nm (ISO 100/21°): Rollei Retro 80S (ehemals Agfa Aviphot Pan 80)[2]
- bis 740 nm (ISO 200/24°): Ilford SFX 200[6]
- bis 730 nm (ISO 400/27°): Rollei Retro 400S (ehemals Agfa APX 400)[2]
- bis 720 nm (ISO 400/27°): Kodak Hawkeye Überwachungsfilm 2485[7]

### Nicht mehr produzierte Filme
- bis 900 nm (ASA 50 Tageslicht, ASA 125 Kunstlicht mit WRATTEN Filter 25 o.Ä.) Kodak High Speed Infrared  2481 HIE in Konfektionierungen: 135-36 / 135x150'[4]
- bis 900 nm Kodak Professional High-Speed Infrared Film HIE 135-36,[8] 2007 eingestellt
- bis 900 nm Kodak Ektachrome Infrared Film 2236 Konfektionierung: IE 135-36[4]
- bis 900 nm Kodak High Speed Infrared Film, 2481[4]
- bis 900 nm Kodak High Speed Infrared Film, 4143 (ähnlich dem 2481) Planfilm (Estar Thick Unterlage)[4]
- bis 900 nm Kodak Infrared Aerographic Film 2424 (Estar Unterlage)[4]
- bis 900 nm Kodak EKTACHROME Professional Infrarot EIR Film (Falschfarbenfilm)[9]
- bis 900 nm (EAFS 40[10]): Kodak Aerochrome III Infrarotfilm 1443 (Falschfarbenfilm)[11]
- bis 820 nm (ISO 100/21°): Efke IR 820[12]
- bis 820 nm (ISO 100/21°): Efke IR 820 Aura (identisch mit Efke IR 820, aber mit Überstrahlungen zur Steigerung des Infraroteffekts)
- bis 820 nm (ISO 100/21°): Maco IR 820c (identisch mit Efke IR 820)[13]
- bis 750 nm (ISO 100/21°): Maco IR 750c
- bis 750 nm (ISO   32/16°): Konica Infrared 750 (bis 2005)
- Als Spektrozonalfilm wird ein in der Sowjetunion entwickelter Farbfilm für die Luftaufklärung bezeichnet, der aus zwei Schichten besteht. Die erste Schicht ist infrarotempfindlich und wird bei der Entwicklung rot eingefärbt. Die zweite Schicht ist eine panchromatische und wird im Positiv grün wiedergegeben. Spektrozonalfilme wurden im russischen RESURS-F-Satelliten mit dem KFA-1000-Kamerasystem eingesetzt.[14]

Bemerkung:
Die Filmempfindlichkeiten sind nur grobe Richtwerte. Sie hängen erheblich vom eingesetzten IR-Filter und vom Entwicklungsprozess ab.